# شوشانا بوش
شوشانا بوش (بالإنجليزية: Shoshana Bush)‏ هي ممثلة أمريكية، ولدت في 18 سبتمبر 1988 في الولايات المتحدة.

## أعمال

### مسلسلات
- ميامي
- فتاتان مفلستان

## وصلات خارجية
- شوشانا بوش على موقع IMDb (الإنجليزية)
- شوشانا بوش على موقع ألو سيني (الفرنسية)
- شوشانا بوش على موقع ميوزك برينز (الإنجليزية)
- شوشانا بوش على موقع قاعدة بيانات الأفلام السويدية (السويدية)
- شوشانا بوش على موقع قاعدة بيانات الفيلم (الإنجليزية)
- شوشانا بوش على موقع كينوبويسك (الروسية)